# Giedrius Bergaudas
Giedrius Bergaudas (Klaipėda, 17 novembre 2000) è un cestista lituano.

## Carriera

### Nazionale
Nel 2019 ha disputato il Mondiale Under-19, concluso al quarto posto finale.